# Cricetidae
Los cricétidos (Cricetidae) son una familia de roedores miomorfos que forma parte de la gran superfamilia Muroidea. Esta familia incluye a los hámsteres, ratas campestres, lemmings y ratones de las Américas. Con casi seiscientas especies, es la segunda familia de mamíferos más numerosa.
Los cricétidos fueron inicialmente clasificados como parte de la familia Muridae y luego como una subfamilia de ella. Por otro lado, los estudios genéticos han puesto en evidencia que parte de las subfamilias y géneros que fueron incluidos entre los cricétidos no forman parte de esta familia.

## Taxonomía
Los cricétidos se subdividen en cinco subfamilias (y varias extintas), que incluyen ciento doce géneros y unas quinientas ochenta especies vivas.
- Arvicolinae
- Cricetinae
- Neotominae
- Sigmodontinae
- Tylomyinae
- † Pappocricetodontinae Tong, 1997
- † Eucricetodontinae Mein & Freudenthal, 1971
- † Paracricetodontinae Mein & Freudenthal, 1971
- † Pseudocricetodontinae Engesser, 1987
- † Cricetopinae Matthew & Granger, 1923
- † Democricetodontinae Lindsay, 1987
- † Cricetodontinae Stehlin & Schaub, 1951

La posición de la subfamilia Lophiomyinae (con un único género, Lophiomys) es incierta; ha sido considerada también como familia independiente (Lophiomyidae), o como subfamilia de las familias Muridae y Nesomyidae; hoy se considera una subfamilia de la familia Muridae.